# Everlord
Albums de Lord Kossity
An tèt ou sa yé !
(1997) The Real Don
(2001)
Everlord est le deuxième album du musicien français Lord Kossity, sorti en 2000 sur le label Naïve Records.

## Liste des titres
| No  | Titre                                                        | Durée |
| --- | ------------------------------------------------------------ | ----- |
| 1.  | Intro-spection                                               | 0:54  |
| 2.  | Phenomenic                                                   | 3:37  |
| 3.  | Gladiator (feat. Jacky des Nèg' Marrons)                     | 4:21  |
| 4.  | Interluda latina                                             | 1:04  |
| 5.  | Morenas                                                      | 4:21  |
| 6.  | Guetto Youth Rise (feat. Anthony Red Rose)                   | 4:20  |
| 7.  | Sweet Mama (feat. Brian & Tony Gold)                         | 3:39  |
| 8.  | Pause lipstick                                               | 0:46  |
| 9.  | Zeng zeng (feat. John McLean)                                | 3:41  |
| 10. | Time Is Changing (feat. Toy)                                 | 3:51  |
| 11. | Gunshots                                                     | 3:28  |
| 12. | Nice 'n' Easy (feat. Daddy Morry, Yaniss Odua and Supa John) | 4:17  |
| 13. | Les riches s'enrichissent                                    | 4:17  |
| 14. | Pause vocalise                                               | 0:50  |
| 15. | Assassinat                                                   | 3:33  |
| 16. | Dam di dam (feat. Victoria Abril)                            | 3:19  |
| 17. | J'trace ma route                                             | 9:50  |